# Procampylaspis compressa
Procampylaspis compressa är en kräftdjursart som beskrevs av John Todd Zimmer 1907. Procampylaspis compressa ingår i släktet Procampylaspis och familjen Nannastacidae. Inga underarter finns listade i Catalogue of Life.